# Uyoga
Gli Uyoga (in passato noti come Them Mushrooms) sono un gruppo musicale reggae e folk locale keniota. Sono noti soprattutto per il brano Jambo Bwana ("Buongiorno, signore" in Swahili), che fu il loro singolo di debutto nel 1982 e il loro maggior successo, con oltre 30 000 copie vendute e un totale di 200.000 fra la pubblicazione e il 1987. Oggi il brano, certe volte menzionato come Hakuna Matata dalla frase del ritornello, viene considerato un classico dell'Hotel pop (genere musicale molto diffuso in Kenya) ed è stato interpretato da praticamente tutti gli artisti di questo stile. Un altro brano celebre della band, Ndogo ndogo, è stato usato nella colonna sonora del film Mahari di Paul Singh.

## Storia
La formazione originale del gruppo (fondato con il nome Avenida Success nel 1969) comprendeva i cinque fratelli Harrison: Teddy Kalanda, Billy Sarro, John Katana, Dennis Kalume e George Zirro. Nel 1972 cambiarono nome in Them Mushrooms, che fa riferimento a un tipo di fungo allucinogeno dell'Africa equatoriale che viene citato anche nel testo di Jambo Bwana ("la zuppa di funghi è molto dolce"). Fino al 1986, il gruppo si esibiva soprattutto nelle strutture turistiche della costa; l'anno seguente si è trasferito a Nairobi. Nello stesso periodo iniziarono le tournée internazionali, che li portarono a suonare tra l'altro nel Regno Unito, in Germania, in Svizzera, in India e Dubai. In particolare a Dubai il gruppo divenne estremamente popolare; il particolare rapporto con questo paese fu in seguito celebrato dal gruppo musicale con il brano Back in Dubai.
Negli anni novanta il complesso conobbe un periodo di crisi segnato dall'abbandono di George Zirro, dalla tragica morte del fratello più giovane Dennis Kalume, e dal successivo ritiro anche di Teddy Kalanda, fondatore e leader del gruppo. I tre fratelli rimasti decisero comunque di proseguire, rimpiazzando le perdite con altrettanti nuovi musicisti.
Nel 2002 il gruppo decise una svolta nella propria direzione artistica, assieme al cambio di nome in Uyoga. Lo stile che li aveva resi celebri (denominato Chakacha) venne abbandonato e sostituito dallo Nzele, più vicino alla tradizione del gruppo etnico Giriama.

## Discografia parziale
Gli album indicati di seguito sono stati pubblicati con il nome Them Mushrooms fino al 2002, e in seguito col nome Uyoga.
- Jambo Bwana (1980) (Rocking in Africa / Greetings and Respect / Nyimbo Za Daktari / Madd Maddo Maddest / Lady / Oh Twaila / Jambo Bwana / Was 1st Lost Mama / What You See / Comment Allez-Vous / Come Stare / John Lennon / Ronja / Wanamziki Si Wakora)
- Mama Africa (1983)
- New Horizons (1985)
- At the Carnivore (1987)
- Going Places (1988)
- Almost There (1989)
- Where We Belong (1990)
- Zilizopendwa 91 (1991)
- Zilizopendwa 92 (1992)
- Kazi Ni Kazi (1996)
- Ni Hiyo (1998)
- Oh! Twalia (1998)
- Jambo Bwana (1999)
- Zilizopendwa 2000 (2000)
- Uyoga (2004)
- Songs from Kenya (Jambo Bwana / Mushroom Soup / Wazee Wakumbuke / Wazee Wakatke / Zilizo Pendwa / Za Kale Zipo / Malaika / Wamsheba Wamsheba / Si Nguo / Kama Zamani / Hapo Kale)